# Victricio de Ruán
San Victricio, conocido también como de Victricio de Ruan (en latín: Victricius; francés: Victrice; italiano: Vittricio; c. 330 – c. 407), fue obispo de Ruan (393–417), misionero y santo. Su festividad es el 7 de agosto. 

## Biografía
Victricio era hijo de un legionario romano y llegó a ser soldado también. De todas maneras, cuando abrazó el cristianismo, rechazó las armas. Fue apresado y sentenciado a la pena de muerte, pero fue exculpado. Predicó la palabra entre las tribus de Flandes, Hainault, y Brabante.
Se convirtió en obispo de Ruan entre 386 y 393. Viajó hasta Gran Bretaña en 396 para hacer mediación en la disputa entre diferentes obispos. Fue acusado de herejía pero fue defendido por Inocencio I y recibió un importante decreto del Liber Regularum.    
En 396 le fueron enviadas las reliquias de Vital y Agricola que también fueron enviadas por las mismas fechas a San Paulino de Nola y otros. Victricio escribió un texto sobre La alabanza de los santos (De Laude Sanctorum).